# Eulithis pallidata
Eulithis pallidata là một loài bướm đêm trong họ Geometridae.